# Радянсько-югославські відносини
Радянсько-югославські відносини (рос. советско-югославские отношения, сербохорв. совјетско-југословенски односи / sovjetsko-jugoslovenski odnosi) — історичні двосторонні відносини між колишнім Радянським Союзом та колишньою Югославією (Королівством Югославія в 1918—1941 роках і Соціалістичною Федеративною Республікою Югославія в 1945—1992 роках).
Відносини між двома країнами розвивалися дуже неоднозначно. До 1940 року вони були відкрито ворожими (королівство займало послідовну антирадянську й антикомуністичну позицію, заборонивши у державі компартію ще у грудні 1920). 1940 року Югославія визнала СРСР, а в 1941 року після перевороту в країні підписала союзницький договір з СРСР. 1948 року взаємини знову погіршали, а в 1949 році були повністю розірвані. У 1953—1955 роках двосторонні відносини відновилися, що засвідчила Белградська декларація, але до розпаду Югославії вони залишалися досить стриманими. Питання взаємин з СРСР для Белграда було пріоритетним, оскільки ці відносини або їх відсутність допомагали країні розвивати в часи холодної війни принцип рівновіддаленості, на якому ґрунтувалася югославська політика неприєднання.
Не маючи спільних кордонів, водночас обидві держави були переважно слов'янськими зі значними спільними православними традиціями, що особливо позначилося на історичних відносинах до Першої світової війни між попередницею Радянського Союзу Російською імперією та Сербським князівством і князівством Чорногорія. Проте суттєві історичні, культурні та політичні зв'язки не знайшли втілення в тісних двосторонніх відносинах, натомість напруженість і стратегічні розбіжності тривали майже протягом усього існування Югославії та СРСР, а коли в червні 1940 року Королівство Югославія офіційно визнало СРСР і встановило з ним дипломатичні відносини, то воно стало однією з останніх європейських країн, які це зробили.
У 1960-х і 1980-х роках торгівля між цими державами набула значних обсягів, зростаючи до 1985 року. СРСР став істотним споживачем югославської культурної продукції, видаючи переклади книжок югославських письменників і демонструючи у себе югославські фільми.
На відміну від Радянського Союзу, де після його розпаду єдиною державою-наступницею міжнародне співтовариство визнає Російську Федерацію, у випадку Югославії всі п'ять суверенних держав, утворених після її розпаду, стали її рівноправними правонаступницями. Проте спадкоємність усіх міждержавних документів, підписаних між двома колишніми державами з 1940 року, визнають, окрім Російської Федерації, тільки Сербія, а, приміром, Хорватія, використовуючи принцип і законодавчу процедуру правонаступництва держав, офіційно визнає лише деякі старі угоди, як-от Угоду про науково-технічне співробітництво з 1955 року, Угоду про культурну, наукову та освітню співпрацю з 1974 року або Угоду про визнання кваліфікацій вищої освіти з 1988 року.

## Історія

### Міжвоєнна доба
Після того, як громадянська війна в Росії закінчилася 1922 року перемогою більшовиків, між новоутвореними Королівством сербів, хорватів і словенців (попередня назва Югославії) та Союзом Радянських Соціалістичних Республік установилися досить холодні відносини. Королівство з 1920 року прийняло десятки тисяч російських біженців з антибільшовицького табору, здебільшого тих, які втекли після остаточної поразки Російської армії під командуванням генерала Петра Врангеля в Криму в листопаді 1920 року. Югославська влада таку свою гостинність пояснювала як повернення боргу Сербії перед Росією за виступ останньої на боці Сербії на початку Першої світової війни. Королівство сербів, хорватів і словенців стало домівкою для 40 000 вигнанців із Російської імперії. 1921 року на запрошення сербського патріарха Димитрія керівництво Російської православної церкви в еміграції переїхало з Константинополя в Сербію, а у вересні 1922 року в Карловцях (до 1920 року місцеперебування розпущеної Карловацької патріархії) створено фактично незалежну церковну адміністрацію, яка кількома роками пізніше оформилася в Російську православну церкву за кордоном.

### Друга світова війна

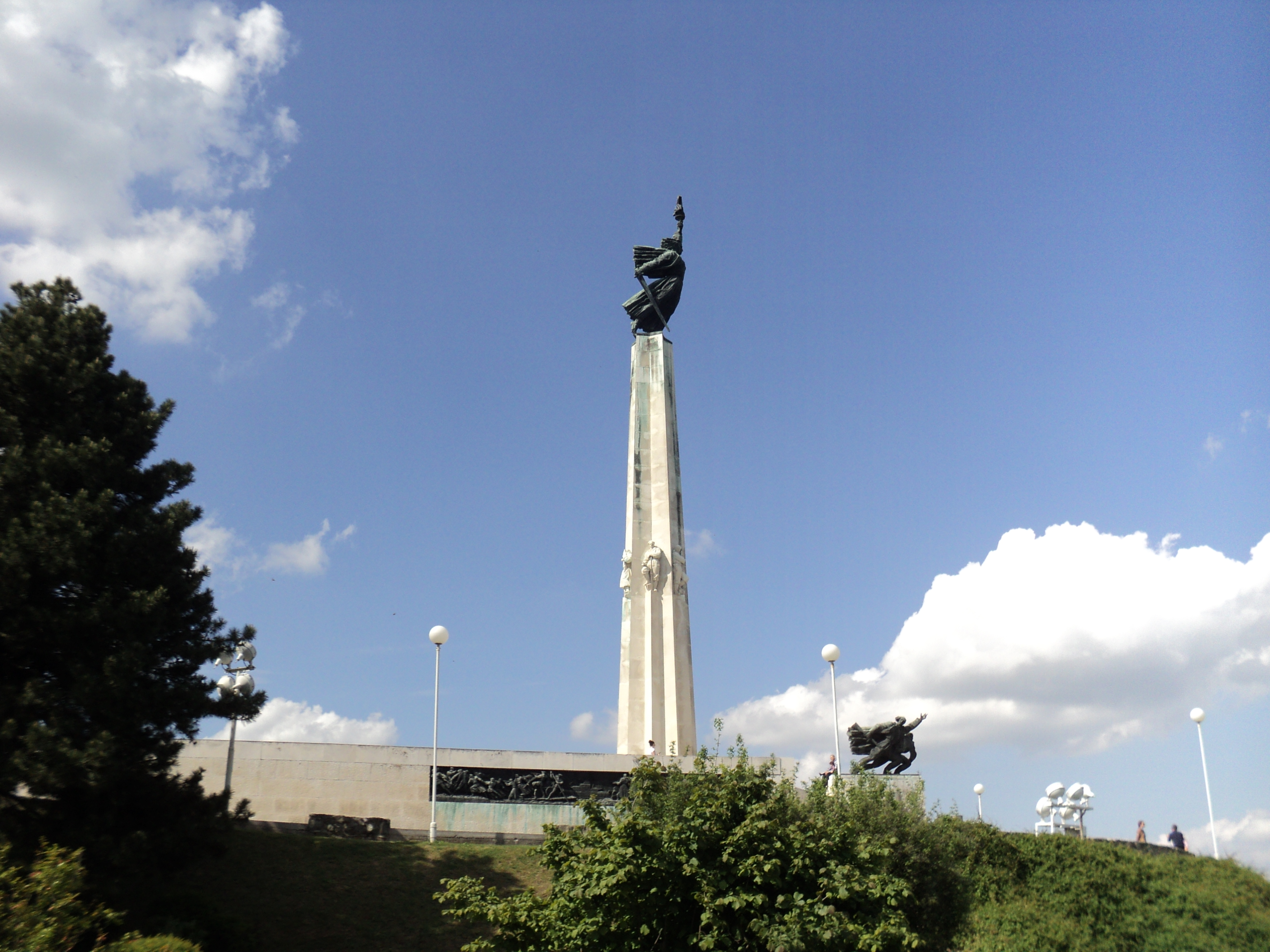
Пам'ятник битві під Батиною у Батині авторства Антуна Августинчича

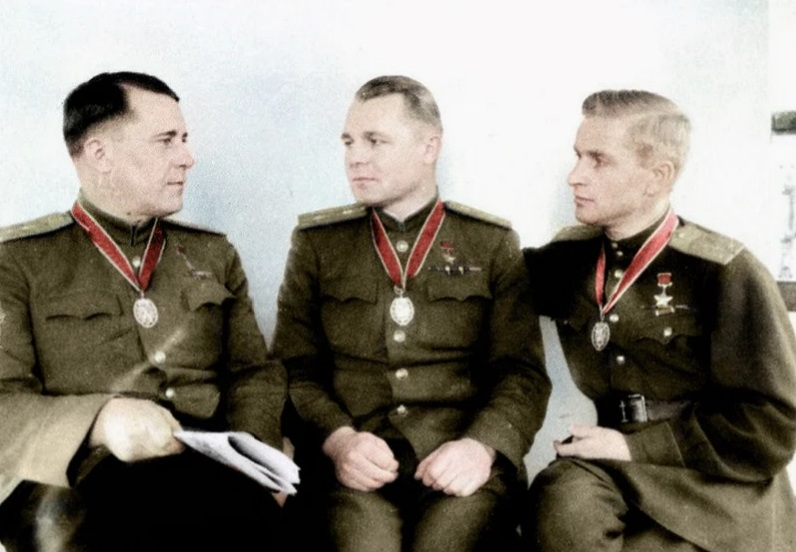
Нагороджені орденом Народного героя радянські генерали Якимов, Шорніков і Калінкін

Після військового успіху югославських партизанів ця нова влада в країні прагнула замінити собою югославський уряд у вигнанні, перебираючи від нього міжнародне визнання з боку СРСР, Сполученого Королівства та США. Вже восени 1941 року Москву і Лондон докладно інформували про події під час Другої світової війни в Югославії. Напередодні Московської конференції в жовтні 1943 року Тіто сповістив радянську владу, що його рух не визнає уряд у вигнанні та що вони перешкоджатимуть королю Югославії у будь-яких спробах повернутися на батьківщину, оскільки це може спричинити громадянську війну. Москва була обмеженою і стриманою у своїй підтримці югославських партизанів, побоюючись, що це може викликати протистояння з західними союзниками. Тому радянську владу роздратував радикалізм ІІ сесії Антифашистської ради народного визволення Югославії, організованої без будь-яких попередніх консультацій з СРСР. Радянські війська також надсилали югославським партизанам допомогу зброєю, головним чином гвинтівки й автомати. В лютому 1944 року до югославських партизанів прибула радянська військова місія, водночас британська місія перебувала там уже з лютого 1942 року. 19 вересня 1944 року Тіто покинув острів Віс, а 21 вересня зустрівся у Москві зі Сталіним. За матеріально-технічної та повітряної підтримки західних союзників і за допомогою радянських сухопутних військ на завершальному етапі війни протягом Белградського наступу партизани кінець кінцем оволоділи всією країною та прикордонними районами Трієст і Каринтія. Хоча радянська підтримка на завершальному етапі війни була значною, особливо на північному сході країни (Воєводина, Славонія, Белград), югославські комуністи, на відміну від більшості східноєвропейських комуністів, не пов'язували свою перемогу перш за все з наступом Червоної Армії. Радянський Союз погодився не розцінювати північні визволені частини Югославії як окуповані території (подібно до решти зайнятих ним територій у Європі) і що повсякденне життя налагоджуватиме місцева цивільна адміністрація. За шість місяців присутності Червоної Армії в Югославії цивільні органи влади одержали повідомлення про 1219 випадків зґвалтувань, 359 спроб зґвалтувань, 111 убивств, 248 спроб убивств і 1204 пограбування з пораненням потерпілих. Тіто розгнівався на такий розвиток подій, а також на намагання залучити югославських вояків і правоохоронців до роботи на радянські спецслужби. У січні 1945 року Сталін на зустрічі з Андрією Хебранґом згадав ці доповіді про неприпустиму поведінку, але наголосив, що це були поодинокі випадки. Пізніше того року, під час нової зустрічі Сталіна й Тіто, югославський керівник знову поскаржився на випадки зґвалтувань у Белграді, на що радянський вождь змовчав.

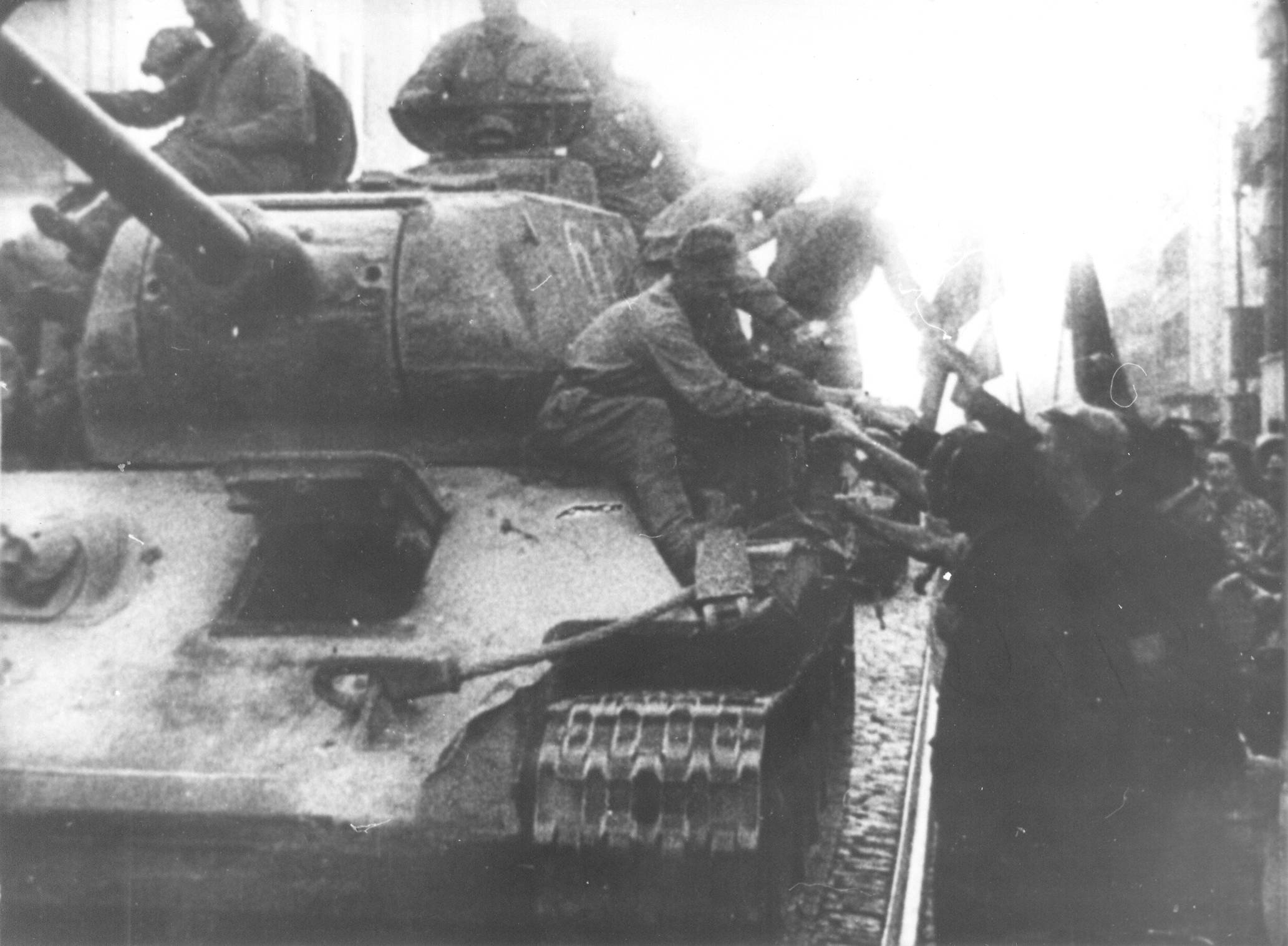
Зустріч червоноармійців у визволеному Белграді в жовтні 1944 року
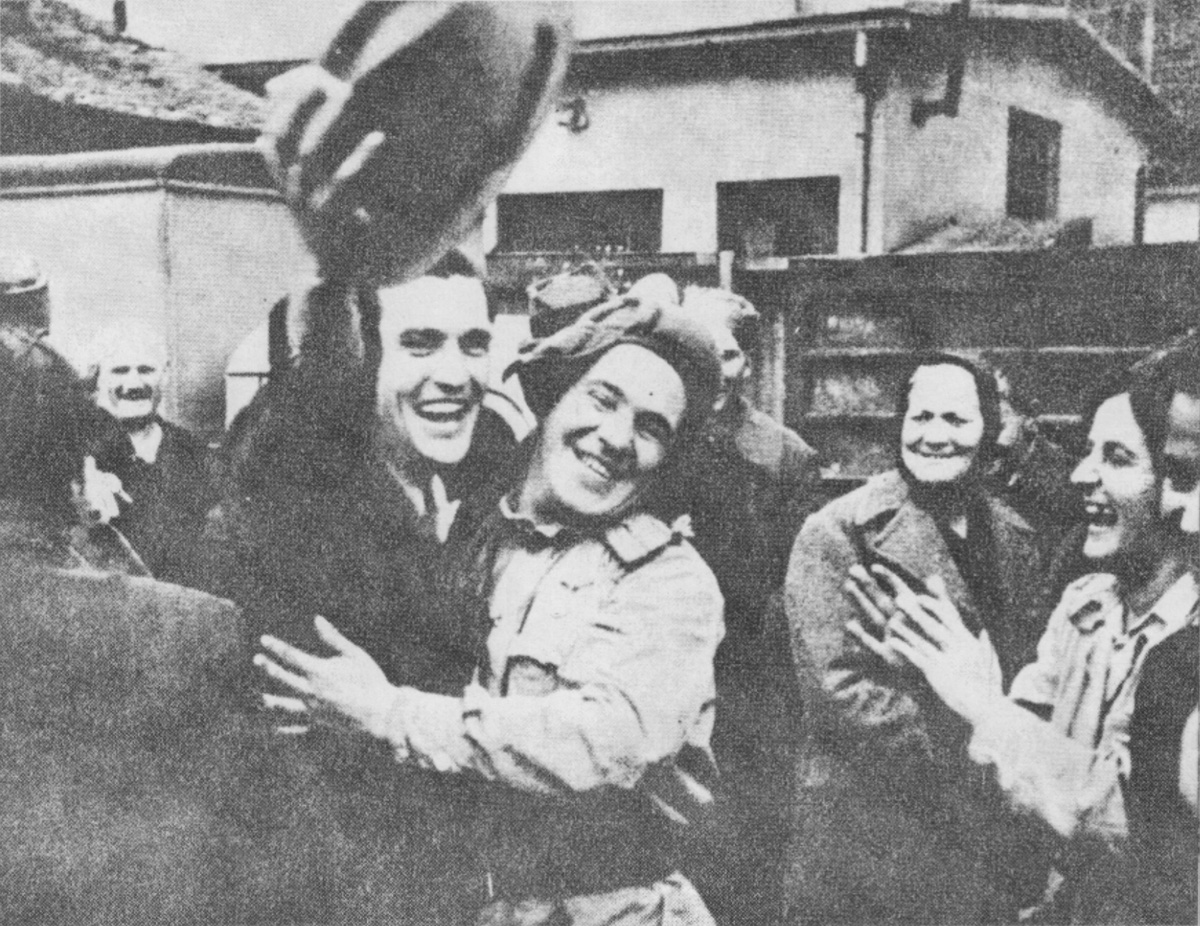
Визволення Белграда 1944
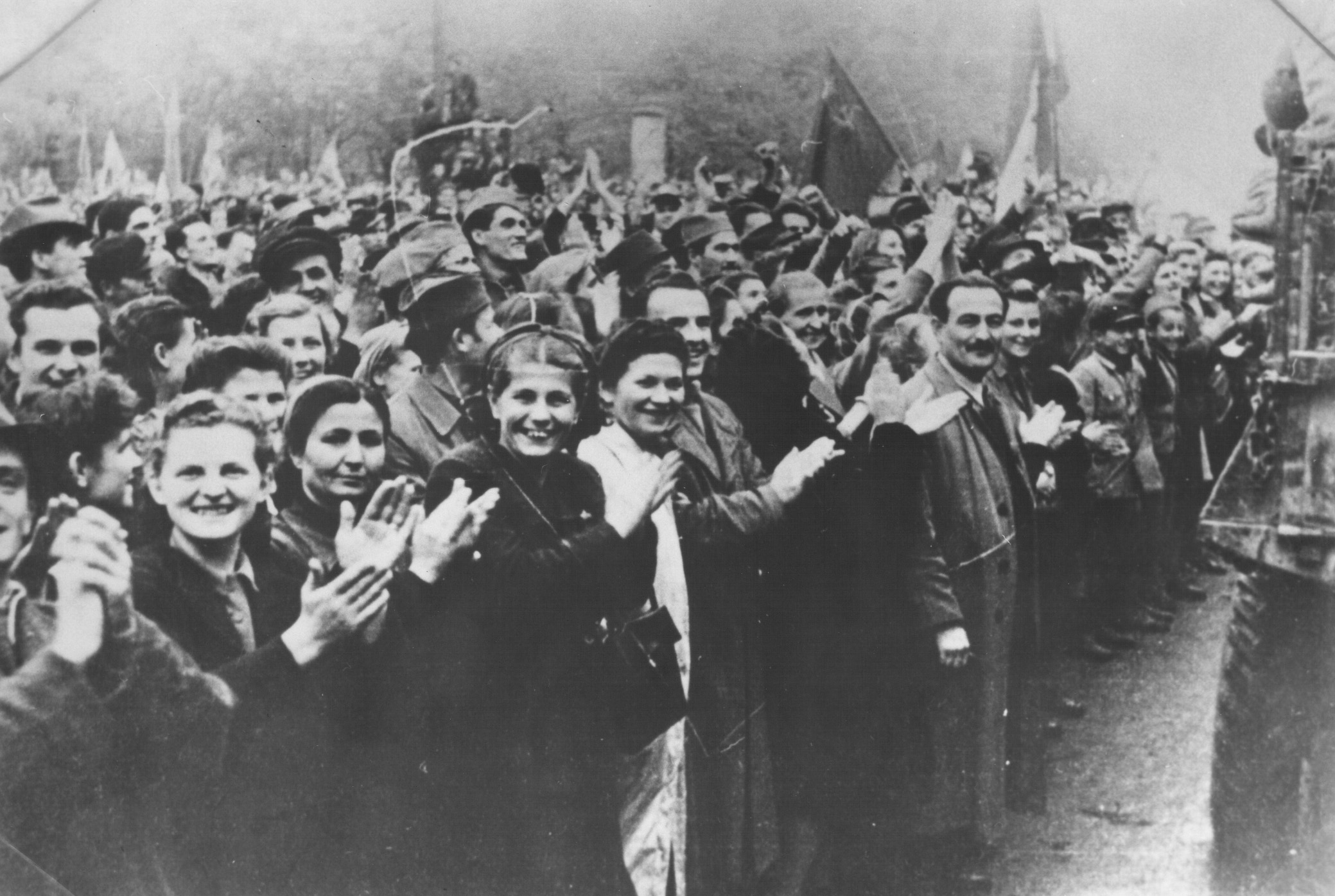
Визволення Белграда 1944
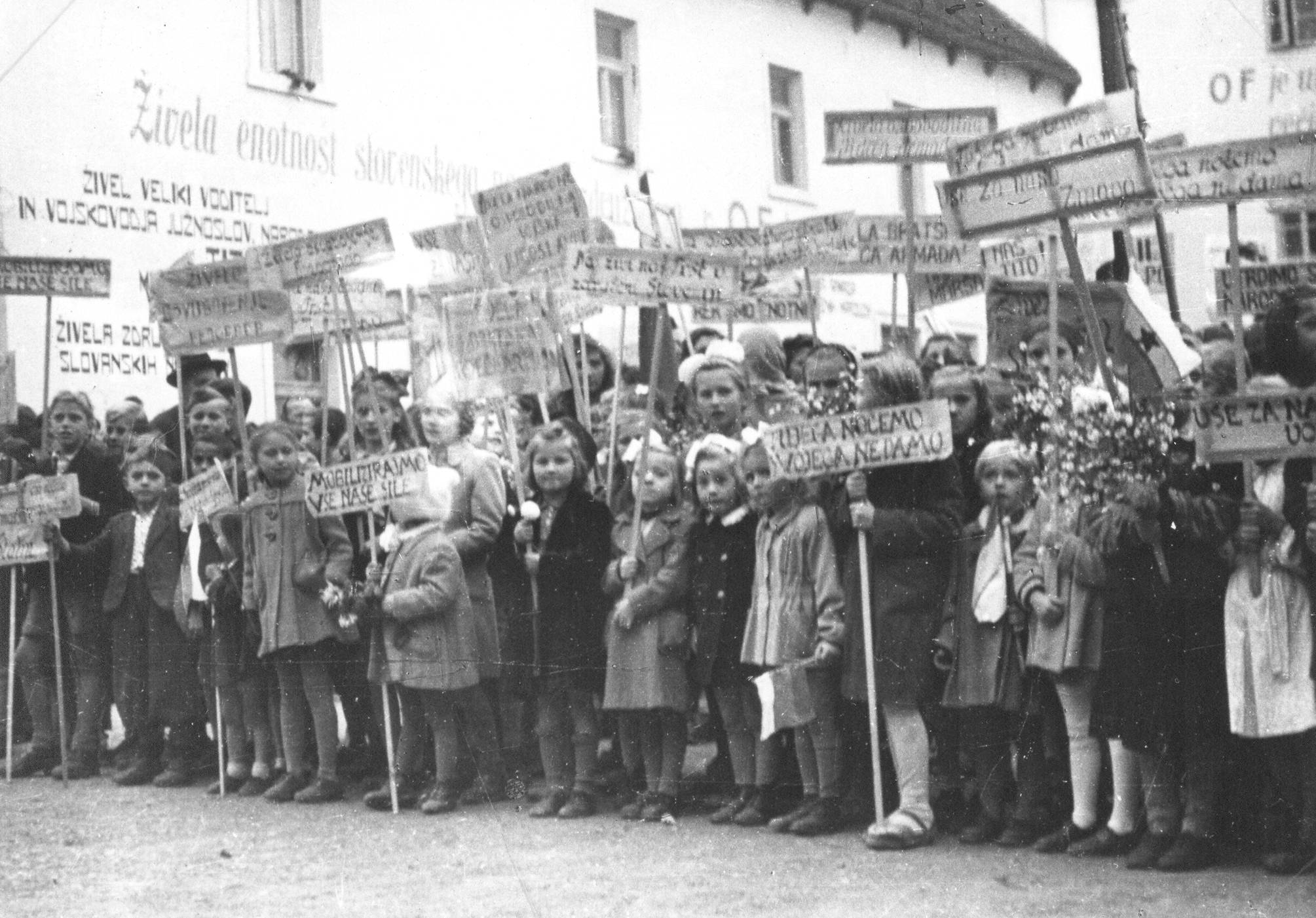
Святкування визволення Белграда у Словенії

### Холодна війна

#### Доба зближення 1945—1948 років

Класна кімната із зображеннями християнського хреста, Сталіна і Тіто, Словенія, 1945

Проголошену 29 листопада 1945 року Федеративну Народну Республіку Югославія Радянський Союз визнав 19 грудня того самого року. У листопаді 1945 року керівник Югославії Йосип Броз Тіто дав інтерв'ю газеті «Таймс», у якому відзначив, що «югославський народ почуває теплу і глибоку симпатію, дружбу та братерство до народів Радянського Союзу. Але в цьому немає нічого виняткового», чим підкреслив намір країни зберегти незалежність. У проміжку з 1945 по 1948 рік Югославія підписала договори про дружбу та взаємодопомогу майже з усіма східноєвропейськими державами. 11 квітня 1945 року в Москві Югославія і СРСР підписали Договір про дружбу і співробітництво. У Белграді попервах розміщувався Комінформ.

#### Радянсько-югославський розкол
У перші два роки після війни відносини між ФНРЮ та радянським керівництвом, яке в той час намагалося задовольнити вимоги західних союзників СРСР у Європі, не були цілком позбавленими від незгод у низці питань, таких як територіальні претензії Югославії до Італії щодо Вільної території Трієст та на австрійську частину Каринтії, населеної каринтійськими словенцями, спроби Тіто відігравати провідну роль у всьому балканському регіоні, а також небажання Сталіна рішуче підтримати грецьких комуністів у грецькій громадянській війні, яких активно підтримували Югославія, Болгарія та Албанія. На початку 1948 року відбулося різке погіршення відносин. У Москві припускали, що як тільки стане відомо, що він втратив прихильність Радянського Союзу, Тіто впаде. Сталінський осуд югославського керівництва фактично означав вигнання Югославії з міжнародного табору соціалістичних держав, тоді як інші соціалістичні держави Східної Європи згодом зазнали чисток від гаданих «тітоїстів». Зіткнувшись з економічним ембарго Східного блоку та ймовірністю військового нападу, Югославія звернулася по допомогу до Заходу, головним чином до Сполучених Штатів. Сталін взявся за справу особисто і кілька разів безуспішно пробував убити Тіто. Дієвий опір Тіто Сталіну у 1948 році підвищив його популярність як у Югославії, так і в усьому світі та відобразився на майбутніх радянсько-югославських відносинах. На тлі їх погіршення югославське представництво в ООН навіть звинуватило Радянський Союз у розв'язанні Корейської війни.

#### Нормалізація відносин у добу десталінізації

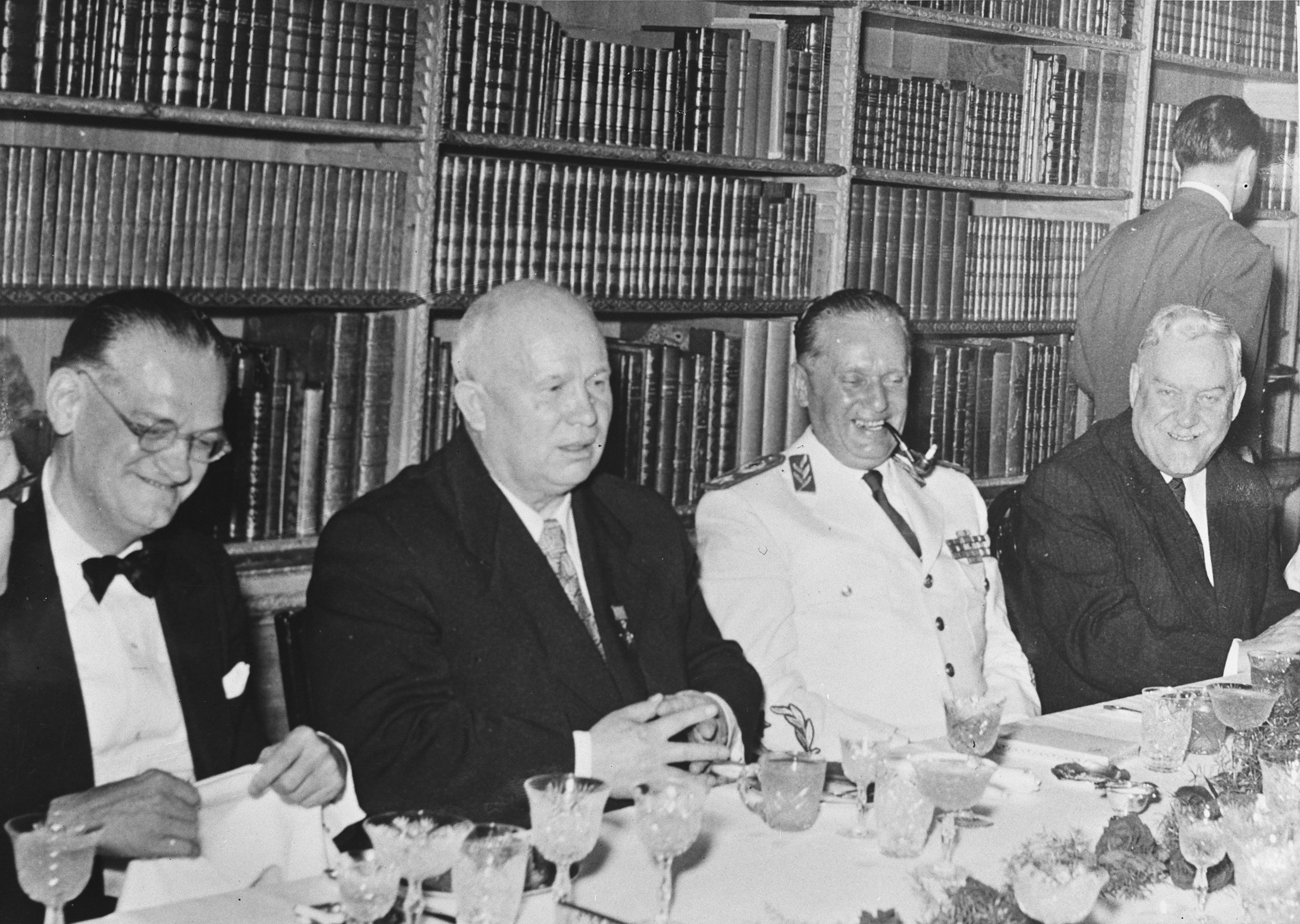
Микита Хрущов і Йосип Броз Тіто в Белграді 1955 року

Югославсько-радянська нормалізація після смерті Сталіна відбулася під впливом десталінізації та створення Руху неприєднання, знайшовши своє вираження в обміні листами в березні 1955 року, в яких Тіто і Хрущов домовилися про зустріч у Белграді.
У Польській Народній Республіці, Чехословацькій Соціалістичній Республіці та Угорській Народній Республіці набувала популярності югославська ідея соціалістичного самоврядування, попри те, що жодна держава Східного блоку офіційно не прийняла його.
Президент Югославії Тіто навіть був присутнім на конференції Варшавського договору 1967 року (єдиний випадок присутності президента Югославії), намагаючись переконати країни Східного блоку підтримати югославського неприєднаного союзника Єгипет у Шестиденній війні, при цьому Югославія обіцяла дозволити державам-членам використовувати її повітряний простір для доставки військової допомоги.
Новий період антагонізму розпочався в 1968 році зі вторгненням військ Варшавського договору до Чехословаччини. На відміну від радянської інтервенції в Угорщину в 1956 році, яку Югославія словесно підтримала, вторгнення в Чехословаччину вона рішуче засудила, сприймаючи цю державу як особливо близьку. 12 липня 1968 року президент Югославії Йосип Броз Тіто дав інтерв'ю єгипетській щоденній газеті «Аль-Аграм», де заявив, що вважає, що радянські керівники не такі вже «недалекоглядні люди [...], які б проводили політику сили для розв'язання внутрішніх справ Чехословаччини». 9 і 10 серпня 1968 року, за кілька днів до інтервенції, президент Тіто відвідав Прагу, а після початку вторгнення 250 000 демонстрантів зібралися в Белграді. Югославія надала притулок численним чехословацьким громадянам (багатьом під час відпустки) і політикам, зокрема Оті Шику, Їржі Гаєку, Франтішеку Власаку і Штефану Гашпарику. Під час і після вторгнення тисячі громадян Чехословаччини використовували Югославію як найважливіший шлях еміграції до західних країн.
Відносини знову покращилися після XXIV з'їзду Комуністичної партії Радянського Союзу в 1971 році з радянською новою стратегією міжнародної політики щодо США і Руху неприєднання та завдяки позитивному ставленню Югославії до радянської політики деескалації та співпраці із Заходом. 5 червня 1972 року Йосип Броз Тіто удостоївся ордена Леніна — найвищої державної нагороди Радянського Союзу.
Ще раз югославська дипломатія забила на сполох, коли в 1979 році відбулася радянська інтервенція в Афганістан, який, подібно до Югославії, на той час був позаблоковою соціалістичною країною поза Варшавським договором. Югославія офіційно засудила радянське втручання та висловила «подив» і «глибоке занепокоєння» подіями в Афганістані. Вторгнення трапилося, коли справи зі здоров'ям президента Югославії Тіто погіршали, що сприймалося ніби Москва чекає смерті Тіто, щоб відновити тиск на Белград.

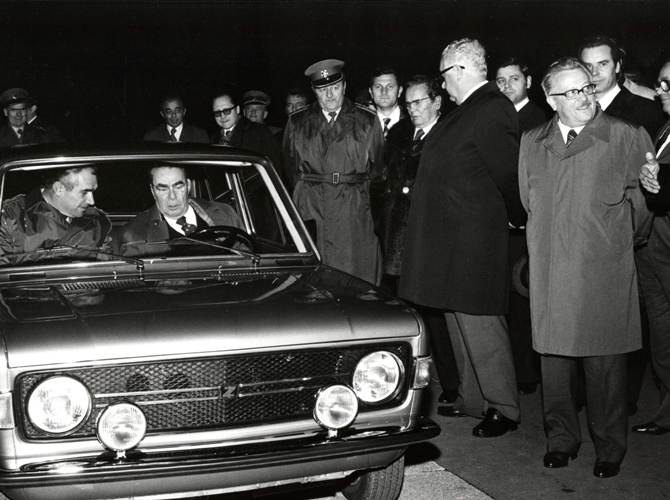
Леонід Брежнєв на автомобільному заводі «Црвена Застава» в Крагуєваці в 1976 році
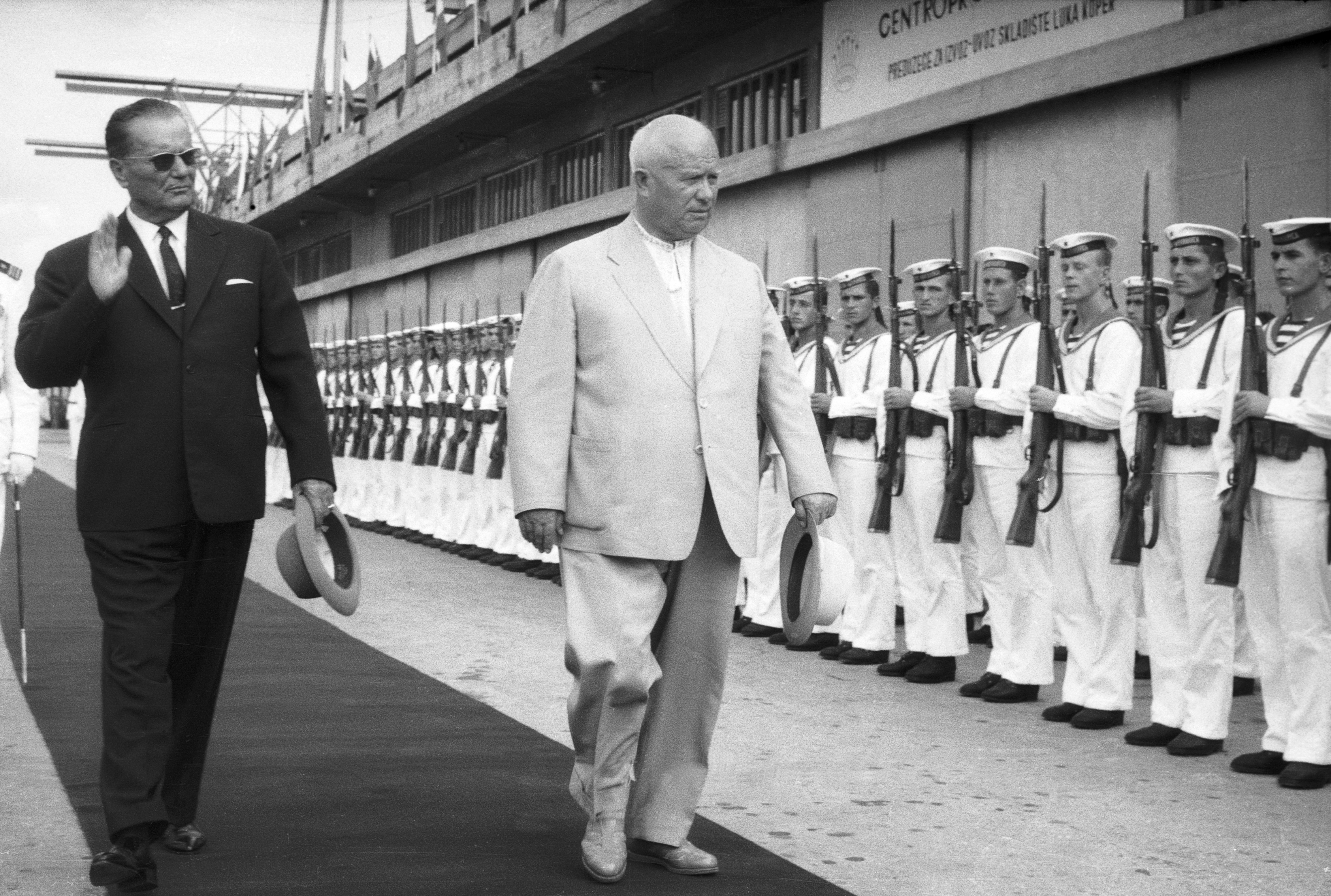
Микита Хрущов у Копрі в 1963 році
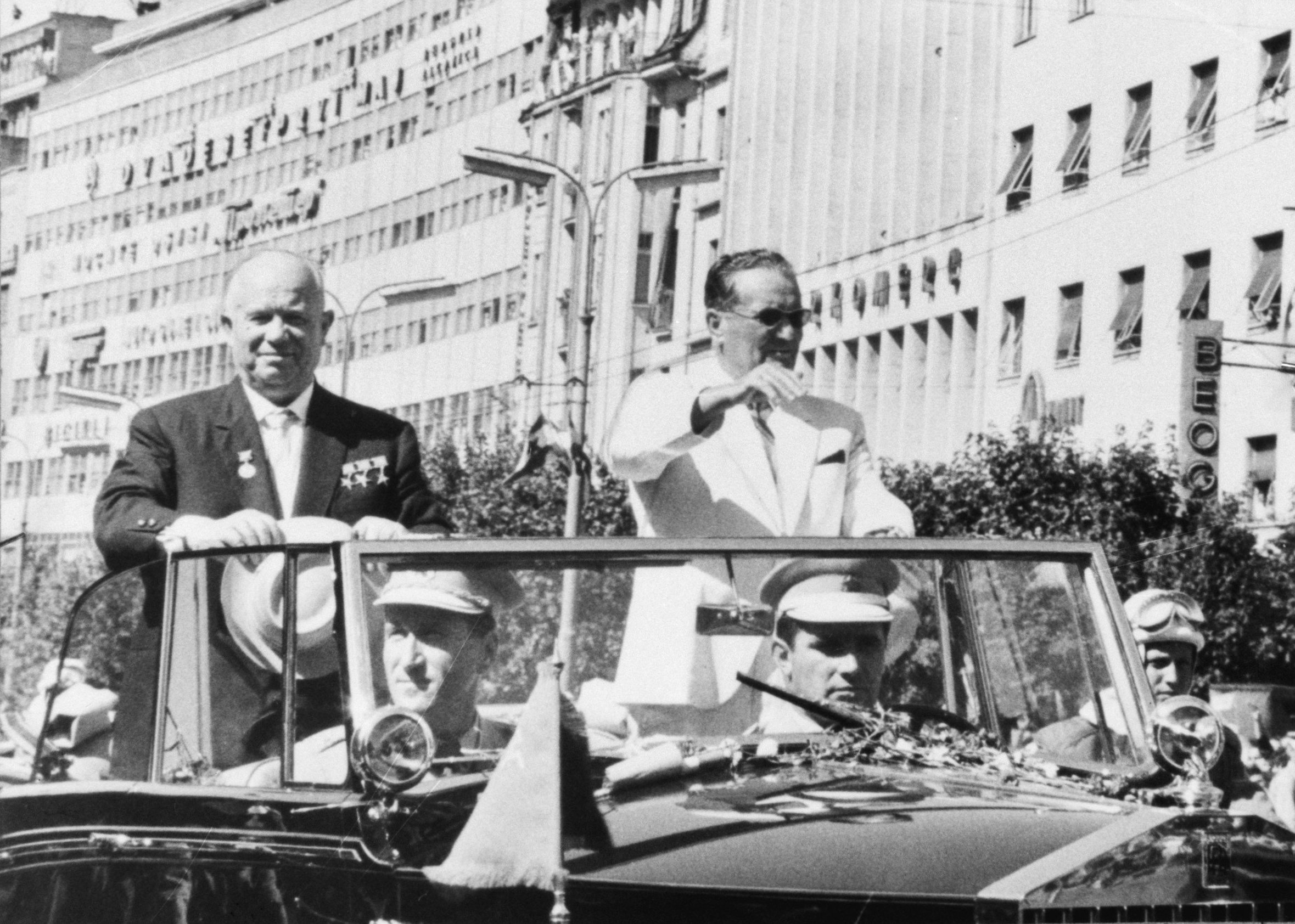
Тіто і Хрущов у Белграді 1963 року
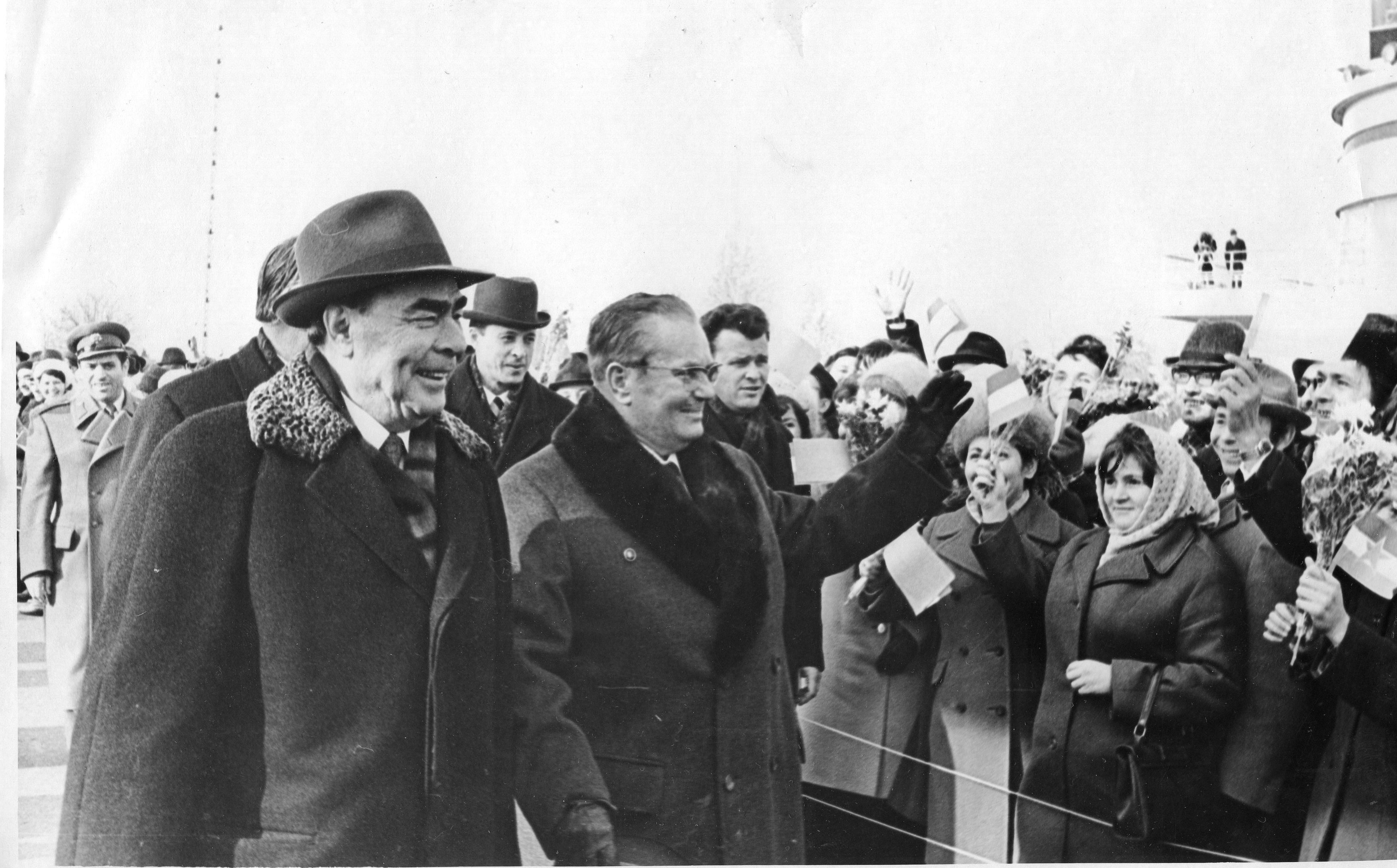
Брежнєв і Тіто в Києві 1973 року

## Порівняння СРСР і післявоєнної Югославії
| Офіційна назва    | Союз Радянських Соціалістичних Республік                       | Соціалістична Федеративна Республіка Югославія                                                                          |
| Розмовна назва    | Радянський Союз                                                | Югославія |
| ----------------- | -------------------------------------------------------------- | --- |
| Герб              |                                                                | |
| Прапор            |                                                                | |
| Столиця           | Москва                                                         | Белград |
| Найбільше місто   | Москва                                                         | Белград |
| Населення         | 287 970 155                                                    | 23 229 846 |
| Державний лад     | компартійно-радянська влада → пострадянський режим у 1989—1991 | федеративна соціалістична республіка                                                                                    |
| Перший керівник   | Володимир Ленін                                                | Йосип Броз Тіто |
| Останній керівник | Михайло Горбачов                                               | Стіпе Месич |
| Релігія           | світська держава (де-юре), державний атеїзм (де-факто)         | світська держава (де-юре), державний атеїзм (де-факто)                                                                  |
| Офіційні мови     | російська                                                      | офіційно відсутня сербохорватська (де-факто загальнодержавна) словенська (у СР Словенія) і македонська (у СР Македонія) |
| Альянси           | Варшавський договір, РЕВ                                       | Рух неприєднання |